# 3Xtrim
Die 3Xtrim ist ein kleines einmotoriges Sportflugzeug der 3Xtrim-Flugzeug-Fabrik aus Polen. Die 3Xtrim ist ein zweisitziger Hochdecker mit festem Dreipunkt-Fahrwerk.
Der Vertrieb erfolgt entweder als Bausatz oder als komplettes Flugzeug.
Die 3Xtrim wird in drei Versionen gefertigt:
- 450 Ultra
- 495 Ultra+
- 550 Trener

Die 450 und 495 sind klein genug, um in einigen Teilen der Welt als Ultraleichtflugzeuge zu gelten.

## Technische Daten (550 Trener)
Allgemeine Merkmale
- Besatzung: Pilot
- Kapazität: 1 Passagier
- Länge: 6,87 m
- Spannweite: 10,03 m
- Höhe: 2,40 m
- Flügelfläche: 12,6 m²
- Leergewicht: 325 kg
- Maximales Startgewicht: 550 kg
- Motor: Bombardier-Rotax 912, 75 kW

Leistung
- Maximale Geschwindigkeit: 216 km/h
- Reichweite: 750 km
- Steigrate: 285 m/min